# Mihályi Győző
Mihályi Győző (Tiszanána, 1954. augusztus 19. – 2024. augusztus 26.) Jászai Mari-díjas magyar színművész, érdemes művész.

## Életpályája
Mihályi Károly és Godó Valéria gyermekeként született. 1972 és 1976 között a Színház- és Filmművészeti Főiskola diákja volt. 1976–1979 között a kaposvári Csiky Gergely Színházban volt színész. 1979–1980 között a kecskeméti Katona József Színház tagja volt. 1980–1988 között a Miskolci Nemzeti Színház, 1988–1989 között pedig a Radnóti Miklós Színházban játszott.
1984-ben feleségül vette Molnár Zsuzsa színésznőt. Két gyermekük született; Mihályi Dávid (1986) és Mihályi Barbara (1988). 1989–1991 között az akkori Nemzeti Színház (a mai Pesti Magyar Színház) társulatának tagja volt. 1991-től József Attila Színház színésze. 1992–1994 között a Nyitott Színház művészeti vezetője volt. 1998-tól újra az akkori Nemzeti Színház társulatának tagja lett, majd 2000-től annak jogutódjának, a Pesti Magyar Színháznak a színészeként dolgozott, mellette játszott a József Attila Színházban is 2012-ig. 2012–2015 között szabadúszó volt, majd 2015–2019 között az Újszínház színésze volt.
2013 óta rendszeres szereplője volt a székesfehérvári Vörösmarty Színház által a Székesfehérvári Királyi Napok keretein belül szervezett Koronázási szertartásjátéknak, melyben szertartásmester, koronázó érsek, illetve krónikás szerepében láthatták a nézők.
2011-től a Színházi Dolgozók Szakszervezetének alelnöke, 2014–2024 között elnöke volt.
2024. augusztus 26-án, egy héttel a 70. születésnapja után hunyt el.
2024. szeptember 24-én helyezték végső nyugalomra a Farkasréti temetőben.

## Színházi szerepei
- Koronázási szertartásjáték – III. Béla: Az aranykor trónusán (Vörösmarty Színház, 2017, rendező: Szikora János): I. István kalocsai érsek[6]
- Koronázási szertartásjáték – II. (Vak) Béla, a fény koldusa (Vörösmarty Színház, 2016, rendező: Szikora János): Krónikás[7]
- Koronázási szertartásjáték – Könyves Kálmán, a szellem harcosa (Vörösmarty Színház, 2015, rendező: Szikora János): Koronázó érsek[8]
- Koronázási szertartásjáték – Szent László (Vörösmarty Színház, 2014, rendező: Szikora János): Szertartásmester[9]
- Koronázási szertartásjáték – Szent István (Vörösmarty Színház, 2013, rendező: Szikora János): Szertartásmester[10]
- Troilus (William Shakespeare: Troilus és Cressida)
- Christian (Rostand: Cyrano de Bergerac)
- Aba Sámuel (Szörényi–Bródy: Veled, Uram!)
- Milt (Schisgal: Szerelem, óh!)
- Vang vízárus (Bertolt Brecht: A szecsuáni jólélek)
- Bóni gróf (Kálmán Imre: Csárdáskirálynő)
- Viktor (Zorin: Varsói melódia)
- Leonce (Büchner: Leonce és Léna)
- Bicska Maxi (Brecht: Koldusopera)
- Rómeó (Shakespeare: Rómeó és Júlia)
- Aljosa, Iván (Dosztojevszkij: A Karamazov testvérek)
- Hippolytos (Enquist: Phaedra)
- Orlando (Shakespeare: Ahogy tetszik)
- Kis János (Sarkadi Imre: Oszlopos Simeon)
- II. Lajos (Szomory Dezső: II. Lajos király)
- Robespierre (Georg Büchner: Danton halála)
- Brutus (William Shakespeare: Julius Caesar)
- Orsino (Shakespeare: Vízkereszt, vagy amit akartok)
- Vigor és Bulanov (Osztrovszkij: Erdő)
- Antonio (William Shakespeare: A vihar)
- Csongor (Vörösmarty Mihály: Csongor és Tünde)
- Dr. Zoltán tanársegéd (Márai Sándor: Kaland)
- Chance Wayne (Tennessee Williams: Az ifjúság édes madara)
- Építész (Fernando Arrabal: Az építész és az asszír császár)
- Lukaš főhadnagy (Horváth–Béres–Selmeczi: Svejk vagyok)
- Oidipusz (Szophoklész: Oidipusz király)
- Tom (Henderson: Diákszerelem)
- Frederic (Jean Anouilh: Romeo és Jeannette)
- Dr. Kopjáss István (Móricz Zsigmond: Rokonok)
- Kovács kapitány (Molnár Ferenc: Olympia)
- Andersen (Eisemann Mihály–Szilágyi: Én és a kisöcsém)
- Emil Magis (Marceau: A tojás)
- Litvay (Molnár Ferenc: Színház)
- Nick (Ayckbourn: Hálószoba komédia)
- Leone (Ben Jonson: Volpone)
- Tassy László (Békeffy–Lajtai: Párizsi divat)
- Kossuth Lajos (Varga: Kossuth vagy Széchenyi?)
- Antonio (Pécsi–Gyarmati: Hármasban)
- Eddie Carbone (Arthur Miller: Pillantás a hídról)
- Billy Flynn (Kander–Ebb–Fosse: Chicago)
- François Villon (Kardos–Mészöly–Victor: Villon és a többiek)
- Dr. Peredy Jenő (Bíró: Sárga liliom)
- Főbíró (Hunyady Sándor: Feketeszárú cseresznye)
- Higgins (Lerner–Loewe: My Fair Lady)
- Csincsilla (Hubay Miklós: Hová lett a rózsa lelke)
- Liliom (Molnár Ferenc: Liliom)
- Athos (Alexandre Dumas: A három testőr)
- Valmont vicomte (Laclos–Vidnyánszky: Veszedelmes viszonyok)
- Petruchio (William Shakespeare: A makrancos hölgy)
- Benjamin Beaurevers (Achard: A bolond lány)
- Albert herceg (Molnár F.: A hattyú)
- Agárdi Péter (Heltai Jenő: A néma levente)
- Paul Verlaine (Pozsgai Zsolt: Arthur és Paul)
- Hubert (Yasmina Reza: Egy élet háromszor)
- Boglár Péter (Darvasi László: Szabadság-hegy)
- Alkirály (Thornton Wilder: Szent Lajos király hídja)
- Becket Tamás (Jean Anouilh: Becket, vagy Isten becsülete)
- Kapitány (Cole Porter: Mi jöhet még?!)
- Pista (Szilágyi László: Tokaji aszú)

## Filmjei
| - A gonosztevő (1974) - Holnap lesz fácán (1974) - A délibábok hőse (1975) - Az idők kezdetén (1975) - A legutolsó ítélet - A svéd, akinek nyoma veszett (1980) - Hol volt, hol nem volt (1987) - Celofánvirágok (1991) - Pá, drágám! (1992) - Imre filmje (1998) - Rokonok (2006) - A hét nyolcadik napja (2006) | - Robog az úthenger 1–6. (1976) - Kossuth vagy Széchenyi? (1977) - Az eltüsszentett birodalom (1985) - Szomszédok (1988–1999) - Én és a kisöcsém (1989) - Fagylalt tölcsér nélkül (1990) - Glóbusz (1993) - Kisváros (1993) - Éretlenek (1995) - Vadkörték - A tihanyi kincsvadászat (2002) - Horváth Péter: Kilencen, mint a gonoszok (2004) - Magyarország madártávlatból (2014) narrátor - Munkaügyek (2014) - Keresztanyu (2022) |

## Szinkronszerepei
- Brooklyn mélyén: Eddie Dugan - Richard Gere
- Soha ne mondd, hogy soha: Maximilian Largo - Klaus Maria Brandauer
- A korona hercege: Csongdzso koreai király – Lee Chang Hoon
- Alfa holdbázis: John Koenig parancsnok– Martin Landau
- Amerikai gengszter: Dominic Cattano – Armand Assante
- A Karib-tenger kalózai: A világ végén: Szao Feng – Chow Yun-fat
- A rendőrség száma 110 123. rész: Thomas Grawe – Andreas Schmidt-Schaller
- A szenvedély vihara: Stéphane – Georges Corraface
- Marichuy – A szerelem diadala: Marco – Jean Dalric
- A dadus: Maxwell Sheffield – Charles Shaughnessy
- A Törvény őrei Los Angeles: Arnie Becker – Corbin Bernsen
- Az elnöknő: Jim Gardner – Harry J. Lennix
- Az igazság bajnokai: Jack Reed szenátor – David Ackroyd
- Agymenők: Mike Rostenkowski – Casey Sander (2. hang)
- Babylon 5: Michael Garibaldi – Jerry Doyle
- Csak egy kis flört: Wolfgang – Peter Sattmann
- Csernobil: Nyikolaj Tarakanov – Ralph Ineson
- Deadwood: Wild Bill Hickok – Keith Carradine
- Dirty Dancing 2.: Tánctanár – Patrick Swayze
- Dredd bíró: Rico – Armand Assante
- Egy becsületbeli ügy: Sam Weinberg hadnagy – Kevin Pollak
- Esküdt ellenségek – Bűnös szándék: Detective Robert Goren – Vincent D’Onofrio
- És a zenekar játszik tovább…: Dr. Robert Gallo – Alan Alda
- Futótűz: Ken Davis – James Read
- Halálos nyugalom: John Ingram – Sam Neill
- Hannibal ébredése: Popil felügyelő – Dominic West
- Időzsaru: Max Walker – Jean-Claude Van Damme
- Jogában áll hallgatni: James Vitelli nyomozó – Philip Casnoff
- Jó reggelt, Vietnam!: Dickerson törzsőrmester – J. T. Walsh
- Kisasszony: Rodolfo Fontes – Marcos Paulo
- Ki vagy, doki? (A Doktor, az Özvegy és a ruhásszekrény): Reg Arwell – Alexander Armstrong
- Következő áldozat: Juca Mestieri – Tony Ramos
- Lányok a lidóból: Saskia – George Chakiris
- Ments meg!: Jimmy Keefe – James McCaffrey
- NCIS: Leroy Jethro Gibbs – Mark Harmon
- Piaf: Raymond Asso – Marc Barbé
- Ponyvaregény: Koons kapitány – Christopher Walken
- Robbantsunk bankot!: bankigazgató – Jean-Pierre Marielle
- Sunset Beach: Gregory Richards – Sam Behrens
- Superhero Movie: Lou Landers / Homokóra – Christopher McDonald
- Szenzáció: Serge Vandal – Michel Barrette
- Templomos lovagok kincsei: Dialo – David Jean
- Terminátor – A halálosztó: Zálogos – Dick Miller
- Tiltott szerelem: José Manuel Valladares – Mariano Álvarez
- Transformers: Acélfej – Jess Harnell
- Transformers: A bukottak bosszúja: Acélfej – Jess Harnell
- Transformers 3.: Acélfej – Jess Harnell
- Trónok harca: Tengerjáró Davos – Liam Cunningham
- Xena: A harcos hercegnő: Autolycus – Bruce Campbell
- Védelmi jog: Massimo Gillardi – Giulio Base
- Zodiákus: Marty Lee kapitány – Dermot Mulroney
- A tüzes íjász: Sir Henry of Nottingham – Giuliano Gemma
- G.Egy: Első Csapás: Shekhar/G.Egy
- Holtpont
- Odaát: Frederic Lehne – sárga szemű démon (Azazel)
- Querelle: Robert – Hanno Pöschl
- Amerikai Ninja : Victor Ortega – Don Stewart
- A Feláldozhatók 2 : Jean Vilain – Jean-Claude Van Damme
- A Dzsungel könyve (2016) – Akela
- Jégkorszak 4 – A vándorló kontinens – Manfréd
- Jégkorszak 5 – A Nagy bumm – Manfréd
- Vészhelyzet- 1/5 Nehéz éjszaka – Gasner
- Jóbarátok-2/13: Super Bowl 2.
- Szulejmán: I. Tahmászp – Sermet Yeşil (idős)
- Isztambuli menyasszony: Faruk Boran – Özcan Deniz (1. hang)
- Boba Fett könyve: Cad Bane – Dorian Kingi (test), Corey Burton (hang)
- Andor: Clem Andor – Gary Beadle
- John Wick (1–4. rész): Winston – Ian McShane

## Díjai
- Jászai Mari-díj (1990)
- József Attila-gyűrű (2005)
- Érdemes művész (2007)
- Bessenyei-díj (2015)